# Pycnanthus (dier)
Pycnanthus is een geslacht van zeeanemonen uit de klasse van de Anthozoa (bloemdieren).

## Soorten
- Pycnanthus densus Carlgren, 1921
- Pycnanthus fleurei (Stuckey & Walton, 1910)
- Pycnanthus laevis Carlgren, 1921
- Pycnanthus maliformis McMurrich, 1893